# Umida
Umida ist ein weiblicher Vorname.

## Herkunft und Bedeutung
Der usbekische Name ist die weibliche Form von Umid. Dieser bedeutet Hoffnung und stammt letztendlich vom persischen امید (omid).

## Bekannte Namensträgerinnen
- Umida Niyozova (* 1975), usbekische Journalistin und Menschenrechtlerin